# PHLX Oil Service Sector Index
Der PHLX Oil Service Sector Index (OSX) ist ein modifizierter marktgewichteter Aktienindex, der sich aus Unternehmen zusammensetzt, die im Öldienstleistungssektor tätig sind. 
Der Index begann am 31. Dezember 1996 mit einem Basiswert von 75,00; Der Handel mit Optionen begann am 24. Februar 1997. Er wird von der NASDAQ veröffentlicht und gepflegt.

## Zusammensetzung

### Top 15 Bestandteile
| Core Laboratories Inc.          |
| Golar LNG Limited               |
| Halliburton Company             |
| Helmerich & Payne, Inc.         |
| Innovex International, Inc.     |
| Nabors Industries Ltd.          |
| NOV Inc.                        |
| Oceaneering International, Inc. |
| Oil States International, Inc.  |
| Transocean Ltd.                 |
| Schlumberger Limited            |
| Tidewater Inc.                  |
| USA Compression Partners, LP    |
| Weatherford International plc   |
| Cactus, Inc.                    |